# Чайковский текстиль
«Чайковский текстиль» — один из крупнейших текстильных комбинатов России. Полное наименование — Общество с ограниченной ответственностью Текстильная компания Чайковский текстиль. Штаб-квартира расположена в Москве (зарегистрирована компания в г. Чайковском). В прошлом — градообразующее предприятие города Чайковского, занимает площадь 52 га. Прежнее, устоявшееся среди местных жителей название — КШТ (Комбинат шёлковых тканей).

## История
15 февраля 1962 года Пермский Совет народного хозяйства издал распоряжение «Об организации дирекции строящегося комбината шёлковых тканей (КШТ)» со штатом в 7 человек во главе с директором Яковлевым Борисом Алексеевичем.
19 июля 1966 года были выпущены первые метры ткани. Это было костюмное полотно («суровая» ткань) артикула 43136. Готовую окрашенную ткань Чайковский КШТ начал производить с начала 1968 года, после ввода в эксплуатацию красильно-отделочного производства.
С 1971 года было введено в эксплуатацию оборудование для печати рисунка, и ассортимент расширился набивными тканями. Комбинат производил разнообразный ассортимент плательных, костюмных, сорочечных, декоративных тканей из искусственного шелка и синтетических волокон.
1 февраля 1972 года был получен первый заказ для Министерства обороны СССР на выпуск сорочечной ткани арт. 82039 («Александр 180»).С тех пор сотрудничестве со специалистами Управления имущества Министерства обороны разрабатывались ткани для полевой формы одежды.
В 1993 году комбинат был преобразован в акционерное общество «Чайковский текстиль», а его руководителем стал Глушков Геннадий Аркадьевич, который руководил компанией до 2011 года.
В 2003 году в сотрудничестве со специалистами Министерства обороны РФ впервые в мире была разработана армированная нить, ткани «Вихрь» (полностью состоящая из армированных нитей) и «Рип-Стоп» (армированные нити встроены «клеткой»).
В июне 2011 г. руководителем группы компаний «Чайковский текстиль» стал Титов Евгений Викторович, Первым вице-президентом холдинга назначен Столбов Илья Леонидович.
Чайковский комбинат сохранил и развивает собственное производство полотна ткани, начиная с изготовления нитей.

## Организационная структура
- Производство, г. Чайковский
- Ресторан «Чайка», г. Чайковский
- Пансионат «Чайка», г. Чайковский
- Отдел продаж (Центральный офис), г. Москва
- Логистический центр, Московская обл., Люберецкий район, г. Дзержинский
- Региональный центр «Урал», г. Екатеринбург
- Логистический центр, Пермский край
- Региональный центр, Уфа
- Региональный центр «Сибирь»
- Региональный центр «Украина», г. Винница
- Региональный центр «Казахстан», г. Алматы
- Региональный центр «Беларусь», Минская обл., Минский район, поселок Колодищи
- Региональный центр «Северо — Запад», г. Санкт-Петербург, 196084, ул. Заозерная, д. 1
- Региональный центр «Юг», г. Краснодар, 350033, ул. Ставропольская/КИМ, д. 78/2

## Награды
1972 г. — Знак качества
1981 г. — орден Трудового Красного Знамени
1993 г. — Международная алмазная звезда за качество
2014 г. — «Лауреат конкурса Национальная безопасность» с вручением престижной золотой медали «Гарантия качества и безопасности» за разработку и производство ткани камуфлированной расцветки для летнего костюма с антимоскитной отделкой «BioRepellent».

## Ассортимент
- Ткани для спецодежды общего назначения[12]

- Ткани для рабочей одежды из чистого хлопка
- Ткани для рабочей одежды из смешанных волокон
- Хлопкополиэфирные ткани
- Полиэфирнохлопковые ткани
- Хлопкополиамидные ткани
- Вискознополиэфирные ткани

- Ткани со специальными защитными свойствами
- Ткани для школьной формы[13]